# Ougolnye Kopi
Ougolnye Kopi (en russe : Угольные Копи) est une commune urbaine de Russie de type bourg ouvrier qui est située dans le district autonome de Tchoukotka.

## Géographie
Ougolnye Kopi se trouve à l'est du district autonome de Tchoukotka.

## Population
Recensements (*) et estimations de la population,,: 
| 1970* | 1979* | 1989*  | 2002* | 2010* | 2012 |
| ----- | ----- | ------ | ----- | ----- | ---- |
| 5 940 | 9 929 | 12 357 | 3 863 | 3368  | 3487 |

| 2013  | 2014  | 2015  | 2016  | 2017  | 2018  |
| ----- | ----- | ----- | ----- | ----- | ----- |
| 3 574 | 3 586 | 3 666 | 3 736 | 3 718 | 3 621 |

| 2019 | 2020  | 2021* | - | - | - |
| ---- | ----- | ----- | - | - | - |
| 3715 | 3 860 | 3 232 | - | - | - |